# Boiștea de Jos
Boiștea de Jos – wieś w Rumunii, w okręgu Bacău, w gminie Coțofănești. W 2011 roku pozostawała niezamieszkana.